# 薄叶蓝果树
薄叶蓝果树（学名：Nyssa leptophylla）为蓝果树科蓝果树属下的一个种。

## 扩展阅读
- 維基物種上的相關：薄叶蓝果树